# Saint Kitts i Nevis na Mistrzostwach Świata w Lekkoatletyce 2019
Saint Kitts i Nevis na Mistrzostwach Świata w Lekkoatletyce 2019 – reprezentacja Saint Kitts i Nevis podczas mistrzostw świata w Doha liczyła tylko jednego zawodnika.

## Skład reprezentacji

### Mężczyźni
| Zawodnik       | Konkurencja   | Preeliminacje | Preeliminacje | Eliminacje | Eliminacje | Półfinał | Półfinał | Finał | Finał   |
| Zawodnik       | Konkurencja   | Wynik         | Pozycja       | Wynik      | Pozycja    | Wynik    | Pozycja  | Wynik | Pozycja |
| -------------- | ------------- | ------------- | ------------- | ---------- | ---------- | -------- | -------- | ----- | ------- |
| Hakeem Huggins | Bieg na 100 m | 10,49 s       | 5. q          | 10,62 s    | 44.        | NQ       | NQ       | NQ    | NQ      |